# Ciclismo ai Giochi della XXX Olimpiade - BMX femminile
Le prove di BMX femminile dei Giochi della XXX Olimpiade furono corse dall'8 al 10 agosto al London Velopark di Londra, nel Regno Unito.
Era la seconda gara olimpica nella storia della specialità e vi presero parte sedici atlete in rappresentanza di dodici nazioni.

## Risultati
Il formato della gara prevede una prova cronometrata individuale, in base alla quale le sedici atlete vengono raggruppate in due batterie di semifinale. Ciascuna batteria disputa tre manche con classifica generale stilata sommando i piazzamenti nelle singole manche. Le quattro migliori classificate di ciascun gruppo accedono alla finale disputata in una sola manche.

### Prima fase
Nota: DNF ritirato
| Pos. | Atleta                | Tempo  |
| ---- | --------------------- | ------ |
| 1    | Caroline Buchanan     | 38"434 |
| 2    | Sarah Walker          | 38”644 |
| 3    | Mariana Pajón         | 38”787 |
| 4    | Laëtitia Le Corguillé | 38”976 |
| 5    | Shanaze Reade         | 39”368 |
| 6    | Laura Smulders        | 39”420 |
| 7    | Magalie Pottier       | 39”778 |
| 8    | Alise Post            | 39”890 |
| 9    | Lauren Reynolds       | 40”045 |
| 10   | Aneta Hladíková       | 40”846 |
| 11   | Romana Labounková     | 41”096 |
| 12   | Stefany Hernandez     | 41”253 |
| 13   | Sandra Aleksejeva     | 41”752 |
| 14   | Vilma Rimšaitė        | 42”162 |
| 15   | Squel Stein           | 42”995 |
| –    | Brooke Crain          | DNF    |

### Semifinali
| Gruppo 1 | Gruppo 1              | Gruppo 1 | Gruppo 1 | Gruppo 1 | Gruppo 1 | Gruppo 1 |
| Pos.     | Atleta                | Manche   | Manche   | Manche   | Totale   |          |
| Pos.     | Atleta                | 1ª       | 2ª       | 3ª       | Totale   |          |
| -------- | --------------------- | -------- | -------- | -------- | -------- | -------- |
| 1        | Caroline Buchanan     | 1        | 2        | 1        | 4        |          |
| 2        | Shanaze Reade         | 2        | 1        | 2        | 5        |          |
| 3        | Brooke Crain          | 5        | 4        | 5        | 14       |          |
| 4        | Laëtitia Le Corguillé | 4        | 8        | 3        | 15       |          |
| 5        | Stefany Hernandez     | 8        | 3        | 4        | 15       |          |
| 6        | Alise Post            | 3        | 7        | 8        | 18       |          |
| 7        | Sandra Aleksejev      | 7        | 6        | 6        | 19       |          |
| 8        | Lauren Reynolds       | 6        | 5        | 8        | 19       |          |

| Gruppo 2 | Gruppo 2          | Gruppo 2 | Gruppo 2 | Gruppo 2 | Gruppo 2 | Gruppo 2 |
| Pos.     | Atleta            | Manche   | Manche   | Manche   | Totale   |          |
| Pos.     | Atleta            | 1ª       | 2ª       | 3ª       | Totale   |          |
| -------- | ----------------- | -------- | -------- | -------- | -------- | -------- |
| 1        | Mariana Pajón     | 1        | 1        | 1        | 3        |          |
| 2        | Magalie Pottier   | 2        | 2        | 2        | 6        |          |
| 3        | Laura Smulders    | 4        | 3        | 4        | 11       |          |
| 4        | Sarah Walker      | 5        | 4        | 3        | 12       |          |
| 5        | Aneta Hladíková   | 3        | 6        | 7        | 16       |          |
| 6        | Romana Labounková | 6        | 5        | 6        | 17       |          |
| 7        | Vilma Rimšaitė    | 7        | 7        | 5        | 19       |          |
| 8        | Squel Stein       | 8        | 10       | 10       | 28       |          |

### Finale
| Pos. | Atleta                | Tempo  |
| ---- | --------------------- | ------ |
| 1    | Mariana Pajón         | 37"706 |
| 2    | Sarah Walker          | 38"133 |
| 3    | Laura Smulders        | 38"231 |
| 4    | Laëtitia Le Corguillé | 38"476 |
| 5    | Caroline Buchanan     | 38"903 |
| 6    | Shanaze Reade         | 39"247 |
| 7    | Magalie Pottier       | 39"395 |
| 8    | Brooke Crain          | 40"286 |